# 왕관장 (프로이센)

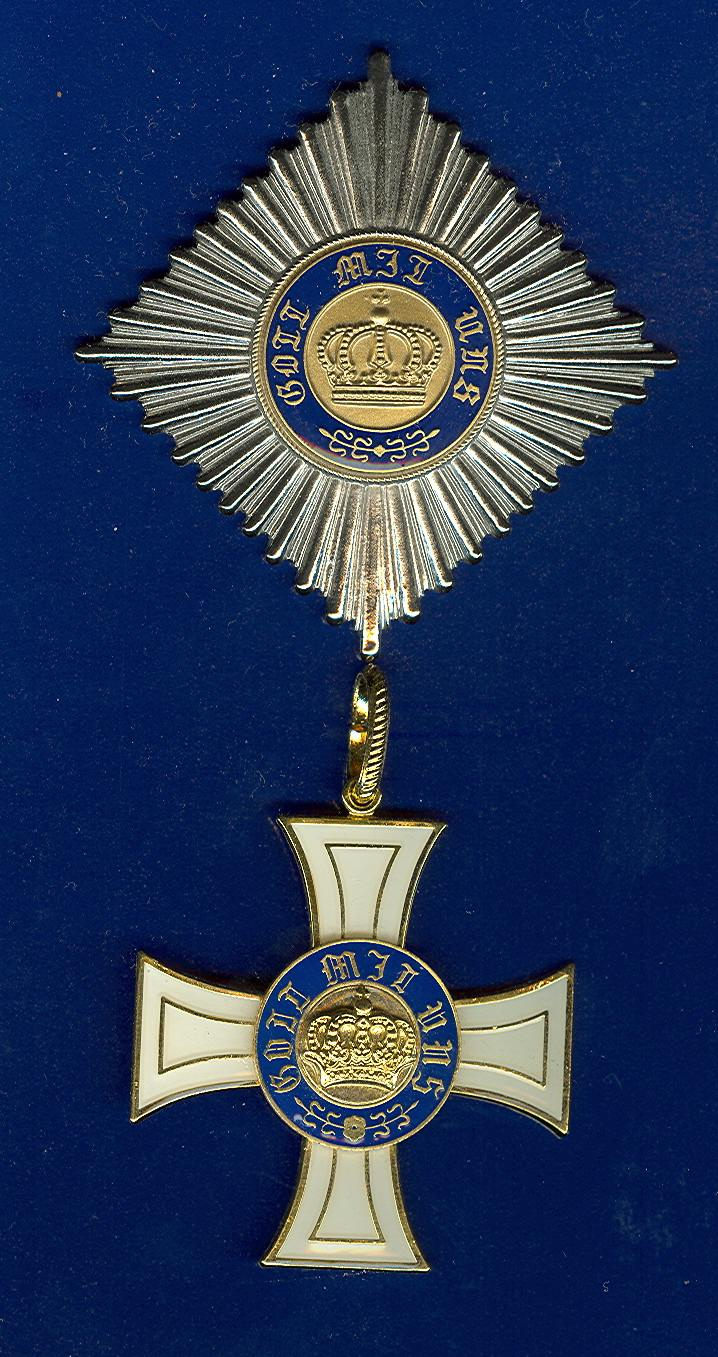
2급 프로이센 왕관장

왕관장(王冠章， 독일어: Kronenorden)은 프로이센의 기사단 훈장이다. 1861년 적수리 훈장과 동급의 위상으로 제정되었다. 오로지 장교 또는 그에 상응하는 지위를 가진 문민에게만 수여되었고, 부사관 및 병을 비롯한 하위 공무원들에게는 메달포장을 대신 수여했다.
명목상 적수리 훈장과 왕관장은 동격이었지만 대부분의 장교들은 보다 전통이 깊은 적수리 훈장을 받는 것을 더 좋아했다. 왕관장은 프로이센 정부가 적수리 훈장은 주고싶지 않은데 포상은 해야하는 경우 대신 수여되는 용도로 사용되는 경우가 잦았다.
6개 등급으로 이루어져 있었다.
- 대십자 왕관장 - 오른쪽 어깨에 현장을 달고 거기에 대십자장을 패용, 왼쪽 가슴에 성장을 패용
- 1급 왕관장 - 오른쪽 어깨에 현장을 달고 거기에 1급장을 패용, 왼쪽 가슴에 성장을 패용
- 2급 왕관장 - 목에 경식을 착용하고 거기에 2급장을 패용, 왼쪽 가슴에 성장을 패용
- 3급 왕관장 - 왼쪽 가슴에 약장으로 패용
- 4급 왕관장 - 왼쪽 가슴에 약장으로 패용
- 포장 - 왼쪽 가슴에 약장으로 패용